# Carlo Francesco Ercole Castelbarco

Stemma araldico della famiglia Castelbarco presso il transetto meridionale della cattedrale di Trento.

Carlo Francesco Ercole Castelbarco (1699 – Parma, 29 giugno 1734) è stato un militare italiano.

## Biografia
Figlio del conte Scipione Giuseppe Castelbarco, già diplomatico al servizio dell'imperatore Carlo VI d'Asburgo, e di Costanza Visconti, il conte Carlo Francesco Ercole ammassò su di sé le fortune della stirpe trentina dei Castelbarco e di quella milanese dei Visconti. Alla morte del nonno materno, Cesare III Visconti, ereditò infatti le sue facoltà, vincendo un contenzioso aperto dalla figlia cadetta del Visconti, a cui venne riconosciuta una dote di 40.000 fiorini. Carlo Francesco Ercole ottenne così dall'imperatore Carlo VI l'investitura del feudo di Cislago (1716) ed il possesso sul locale castello visconteo, oggi Castello Visconti Castelbarco, oltre al feudo di Gallarate.
Carlo Castelbarco condusse una brillante carriera militare sotto il maresciallo Claudio Florimondo di Mercy. Morì sotto le mura di Parma, nella Battaglia di San Pietro.

## Discendenza
Dall'unione con la nobildonna spagnola Giuseppa de Silva y Alagon ("Josefa de Meneses Silva" in lingua spagnola) (1706-1737) dei Conti di Monte Santo e Marchesi di Villasor, Carlo Castelbarco ebbe:
- Carolina (1727-...) monaca "Suor Maria Costanza" nel monastero di San Lazzaro a Milano
- Maria Costanza (1728-1783) sposa con, istrumento datato (12-3-1751), Ludovico Trotti Bentivoglio, III marchese di Fresonara
- Cesare (1730-1753), erede del casato, sposato con la cugina Francesca Simonetta il 2 giugno 1749.

## Ascendenza
|                                                                     |                                                   |                                                | Genitori                                                       |  |  | Nonni |  |  | Bisnonni                                  |  |  | Trisnonni                                  |  |
|                                                                     |                                                   |                                                |                                                                |  |  |       |  |  | Scipione Castelbarco, VI barone di Gresta |  |  | Federico Castelbarco, III barone di Gresta |  |
|                                                                     |                                                   |                                                |                                                                |  |  |       |  |  | Scipione Castelbarco, VI barone di Gresta |  |  | Federico Castelbarco, III barone di Gresta |  |
|                                                                     |                                                   | Porzia Avogadro                                |                                                                |  |  |       |  |  | Scipione Castelbarco, VI barone di Gresta |  |  |                                            |  |
| Francesco Castelbarco, I conte di Castelbarco                       |                                                   |                                                |                                                                |  |  |       |  |  | Scipione Castelbarco, VI barone di Gresta |  |  |                                            |  |
|                                                                     |                                                   | Laura Galvagni                                 | Carlo Galvagni                                                 |  |  |       |  |  |                                           |  |  |                                            |  |
|                                                                     |                                                   | Laura Galvagni                                 | Carlo Galvagni                                                 |  |  |       |  |  |                                           |  |  |                                            |  |
|                                                                     |                                                   | Laura Galvagni                                 | Francesca d'Arco                                               |  |  |       |  |  |                                           |  |  |                                            |  |
| Scipione Giuseppe Castelbarco, I marchese ex uxor di Cislago        |                                                   | Laura Galvagni                                 |                                                                |  |  |       |  |  |                                           |  |  |                                            |  |
|                                                                     |                                                   | Cristoforo von Lodron, conte di Lodron         | Nicola von Lodron, conte di Lodron                             |  |  |       |  |  |                                           |  |  |                                            |  |
|                                                                     |                                                   | Cristoforo von Lodron, conte di Lodron         | Nicola von Lodron, conte di Lodron                             |  |  |       |  |  |                                           |  |  |                                            |  |
|                                                                     |                                                   | Cristoforo von Lodron, conte di Lodron         | Dorothea von Welsperg                                          |  |  |       |  |  |                                           |  |  |                                            |  |
| Claudia Dorotea Emerenziana von Lodron                              |                                                   | Cristoforo von Lodron, conte di Lodron         |                                                                |  |  |       |  |  |                                           |  |  |                                            |  |
|                                                                     |                                                   | Barbara Caterina zu Spaur und Flavon           | Antonio zu Spaur und Flavon, conte di Spaur                    |  |  |       |  |  |                                           |  |  |                                            |  |
|                                                                     |                                                   | Barbara Caterina zu Spaur und Flavon           | Antonio zu Spaur und Flavon, conte di Spaur                    |  |  |       |  |  |                                           |  |  |                                            |  |
|                                                                     |                                                   | Barbara Caterina zu Spaur und Flavon           | Emerentia von Preysing                                         |  |  |       |  |  |                                           |  |  |                                            |  |
| Carlo Francesco Ercole Castelbarco Visconti, II marchese di Cislago |                                                   | Barbara Caterina zu Spaur und Flavon           |                                                                |  |  |       |  |  |                                           |  |  |                                            |  |
|                                                                     | Cesare Visconti di Cislago, I marchese di Cislago | Carlo Visconti                                 |                                                                |  |  |       |  |  |                                           |  |  |                                            |  |
|                                                                     | Cesare Visconti di Cislago, I marchese di Cislago | Carlo Visconti                                 |                                                                |  |  |       |  |  |                                           |  |  |                                            |  |
|                                                                     | Cesare Visconti di Cislago, I marchese di Cislago | Ippolita Bottoli                               |                                                                |  |  |       |  |  |                                           |  |  |                                            |  |
| Tebaldo Visconti di Cislago, II marchese di Cislago                 | Cesare Visconti di Cislago, I marchese di Cislago |                                                |                                                                |  |  |       |  |  |                                           |  |  |                                            |  |
|                                                                     |                                                   | Elena Arconati                                 | Giacomo Antonio Arconati, II feudatario della Pieve di Dairago |  |  |       |  |  |                                           |  |  |                                            |  |
|                                                                     |                                                   | Elena Arconati                                 | Giacomo Antonio Arconati, II feudatario della Pieve di Dairago |  |  |       |  |  |                                           |  |  |                                            |  |
|                                                                     |                                                   | Elena Arconati                                 | Anna Visconti di Cislago                                       |  |  |       |  |  |                                           |  |  |                                            |  |
| Costanza Visconti di Cislago, III marchese di Cislago               |                                                   | Elena Arconati                                 |                                                                |  |  |       |  |  |                                           |  |  |                                            |  |
|                                                                     |                                                   | Ercole Tassoni Estense, II marchese di Guiglia | Ferrante Tassoni Estense, I marchese di Guiglia                |  |  |       |  |  |                                           |  |  |                                            |  |
|                                                                     |                                                   | Ercole Tassoni Estense, II marchese di Guiglia | Ferrante Tassoni Estense, I marchese di Guiglia                |  |  |       |  |  |                                           |  |  |                                            |  |
|                                                                     |                                                   | Ercole Tassoni Estense, II marchese di Guiglia | Claudia Sanvitale                                              |  |  |       |  |  |                                           |  |  |                                            |  |
| Claudia Tassoni Estense                                             |                                                   | Ercole Tassoni Estense, II marchese di Guiglia |                                                                |  |  |       |  |  |                                           |  |  |                                            |  |
|                                                                     |                                                   | Caterina Forni                                 | Antonio Forni                                                  |  |  |       |  |  |                                           |  |  |                                            |  |
|                                                                     |                                                   | Caterina Forni                                 | Antonio Forni                                                  |  |  |       |  |  |                                           |  |  |                                            |  |
|                                                                     |                                                   | Caterina Forni                                 | Margherita Ferrero                                             |  |  |       |  |  |                                           |  |  |                                            |  |
|                                                                     |                                                   | Caterina Forni                                 |                                                                |  |  |       |  |  |                                           |  |  |                                            |  |